# Tennistoernooi van Sydney 2008
|                                        |  |                                          |
| Justine Henin, winnares bij de vrouwen |  | Dmitri Toersoenov, winnaar bij de mannen |

Het tennistoernooi van Sydney van 2008 werd van 6 tot en met 13 januari 2008 gespeeld op de hardcourt-buitenbanen van het Olympic Park Tennis Centre in de Australische stad Sydney. De officiële naam van het toernooi was Medibank International. Het was de 116e editie van het toernooi.
Het toernooi bestond uit twee delen:
- WTA-toernooi van Sydney 2008, het toernooi voor de vrouwen
- ATP-toernooi van Sydney 2008, het toernooi voor de mannen

ATP-toernooi van Sydney – WTA-toernooi van Sydney

Toernooien sinds 1990:
1990 · 1991 · 1992 · 1993 · 1994 · 1995 · 1996 · 1997 · 1998 · 1999 · 2000 · 2001 · 2002 · 2003 · 2004 · 2005 · 2006 · 2007 · 2008 · 2009 · 2010 · 2011 · 2012 · 2013 · 2014 · 2015 · 2016 · 2017 · 2018 · 2019 · 2020 · 2021 · 2022